# Айви Лебелль
Айви Лебелль (англ. Ivy Lebelle), настоящее имя — Джавонна Брашиа (англ. Giavonna Brascia; род. 15 июня 1987, Лос-Анджелес, Калифорния) — американская порноактриса и эротическая фотомодель, лауреатка премии NightMoves Award.

## Биография
Родилась и выросла в Лос-Анджелесе, в семье отца итальянского происхождения. Имеет американские, французские, ирландские и итальянские корни. В подростковом возрасте переехала в Студио-Сити. Была воспитана как католичка и получила консервативное образование. В 19 лет начала работать визажистом, периодически подрабатывая танцовщицей и эротической фотомоделью.
Благодаря профессии визажиста познакомилась с порноиндустрией, работая на съёмках фильмов. Именно здесь Айви заинтересовалась профессией порноактрисы, в которой и дебютировала в феврале 2017 года, в возрасте 30 лет, снявшись впервые для студии Amateur Allure. Через некоторое время была нанята Splieger Girls.
Как и другие актрисы, начавшие карьеру после 30 лет, считается актрисой MILF. Снимается для таких студий, как Many Vids, Evil Angel, Jules Jordan Video, X Empire, Elegant Angel, Pervcity, Burning Angel, Kink.com, Brazzers, West Coast Productions, 3rd Degree, Filly Films и других.
В 2018 году была номинирована на XBIZ Award в категории «лучшая секс-сцена в табу-фильме» за роль в My Stepsister and I Share Cock. Также в 2018 году получила NightMoves Award в категории «лучшие ягодицы (выбор поклонников)». В этом же году впервые снялась в сцене анального секса в фильме Big Wet Asses 2.
В 2019 году была номинирована на XBIZ Award в категории «лучшая старлетка».
На май 2021 года снялась более чем в 260 фильмах.

## Награды и номинации
| Год  | Церемония                   | Результат | Номинация                                      | Работа                               |
| ---- | --------------------------- | --------- | ---------------------------------------------- | ------------------------------------ |
| 2018 | Inked Awards                | Номинация | Звезда года                                    | н/д                                  |
| 2018 | Spank Bank Awards           | Номинация | Лучшая глотательница                           | н/д                                  |
| 2018 | Spank Bank Awards           | Номинация | Most Volumptous Vixen                          | н/д                                  |
| 2018 | Spank Bank Awards           | Номинация | Татуированная соблазнительница года            | н/д                                  |
| 2018 | Spank Bank Technical Awards | Победа    | Inked Rookie of the Year                       | н/д                                  |
| 2018 | XBIZ Award                  | Номинация | Лучшая секс-сцена в табу-фильме                | My Stepsister and I Share Cock       |
| 2018 | NightMoves Award            | Победа    | Лучшая задница (выбор поклонников)             | н/д                                  |
| 2019 | AVN Awards                  | Номинация | Лучшая актриса второго плана                   | I Know Who You Fucked Last Halloween |
| 2019 | AVN Awards                  | Номинация | Премия поклонников: лучшая грудь               | н/д                                  |
| 2019 | XBIZ Award                  | Номинация | Лучшая старлетка                               | н/д                                  |
| 2019 | Spank Bank Awards           | Номинация | Лучшие глаза                                   | н/д                                  |
| 2019 | Spank Bank Awards           | Номинация | Boobalicious Babe of the Year                  | н/д                                  |
| 2019 | Spank Bank Awards           | Номинация | Кукла человеческой руки в натуральную величину | н/д                                  |
| 2019 | Spank Bank Awards           | Номинация | Most Volumptous Vixen                          | н/д                                  |
| 2019 | Spank Bank Awards           | Номинация | PAWG of the Year                               | н/д                                  |
| 2019 | Spank Bank Awards           | Номинация | Татуированная соблазнительница года            | н/д                                  |
| 2019 | Spank Bank Technical Awards | Победа    | Лучший смех                                    | н/д                                  |

## Избранная фильмография
- Anal Interviews 3[14],
- Battle of the Asses 7[15],
- Big Boob Anal Babes[16],
- Curves For Days 2[17],
- Fill Me Up! 2[18],
- Lesbian Anal Sex Play[19],
- Open My Ass 2[20],
- Platinum Pussy 3[21],
- Raw 31[22],
- Wife Swap Orgy[23].